# Battaglia di Cascina
caldo le tre parti e più dell'oste […] si bagnava in Arno, quale si sciorinava al meriggio, e chi disarmandosi e in altro modo prendea rinfrescamento.»
(Filippo Villani, Cronica, libro XI, cap. XCVII)
La battaglia di Càscina è un fatto d'armi avvenuto il 28 luglio 1364 tra le truppe pisane e quelle fiorentine in cui queste ultime vinsero, causando ai Pisani notevoli danni. La battaglia è stata resa celebre dal cartone preparatorio per un affresco commissionato da Pier Soderini a Michelangelo Buonarroti per la sala del Maggior Consiglio di Firenze.
L'affresco non venne però mai realizzato.
Vendicarono la sconfitta subita pochi mesi prima e che aveva consentito al celebre Giovanni Acuto - che combatteva con Hanneken von Baumgarten (Anichino/Annichino Bongarden/Bongarten), a capo, di 3000 corazzieri, o "barbute" (costituite da un cavaliere e un servente - o sergente - anch'egli montato, antesignane delle "lance") - di percorrere vittorioso la Valdinievole, Prato e di presentarsi una prima volta sotto Firenze, per proseguire nelle devastazioni e nelle lucrose razzie nel Mugello, nel Pistoiese e ancora di portarsi sotto le mura di Firenze, all'altezza di Porta S. Frediano, alla testa delle cui forze non si trovava più, perché licenziato, Pandolfo II Malatesta.
Firenze fu allora difesa da Enrico di Monforte, sì da sconsigliare lo stuolo pisano di Acuto e Anichino dal proseguire nella propria azione offensiva. Di lì a pochi mesi Firenze assoldò 11000 fanti e 4000 cavalieri, affidandoli a Galeotto I Malatesta, ben accetto ai soldati. Questi impegnò le forze avversarie non proprio a Càscina, ma in una frazione del suo comune: a San Savino, in direzione di Pisa e colse una netta vittoria, provocando gravi perdite nello schieramento pisano grazie alla buona flessibilità e all'accorta disposizione tattica per la quale si misero in mostra in particolare Riccieri Grimaldi e i suoi 400 balestrieri, oltre agli uomini di Manno Donati, Bonifacio Lupi e dello stesso Enrico di Monforte, secondo di Galeotto Malatesta. La vittoria comportò la morte di un migliaio di soldati pisani e la cattura di altri 2000 combattenti.
I prigionieri pisani furono portati a Firenze ove, in attesa del riscatto, vennero impiegati nella costruzione della Loggia (o tettoia) dei Pisani in piazza della Signoria.

## Il contesto
La situazione generale di Pisa alla metà del Trecento era critica; in particolare crescevano i dissidi e contrasti con Firenze, situazione comunicativa che permane allo stato attuale.
La guerra tra le due città toscane provocò la chiusura delle vie di comunicazione e l'interruzione di traffici verso il retroterra peninsulare della piazza mercantile pisana, da sempre fondamentale per la sua vitalità, essendo Pisa un centro commerciale soprattutto di transito. Al culmine di queste tensioni si determinò la battaglia di Cascina, che si tramutò in una sconfitta per il fronte pisano. La repubblica di Pisa aveva assoldato per l'occasione il condottiero Giovanni Acuto (John Hawkwood) - che combatteva con Hanneken von Baumgarten(Anichino/Annichino Bongarden/Bongarten) 3000 o "barbute", costui aveva da poco percorso la Valdinievole, raggiunta Prato e si era presentato addirittura sotto Firenze, per proseguire nelle devastazioni e nelle lucrose razzie nel Mugello e nel Pistoiese.
Firenze era allora difesa da Enrico di Monforte, sì da sconsigliare lo stuolo pisano di Acuto e Anichino dal proseguire nella propria azione offensiva.
Di lì a pochi mesi Firenze assoldò 11000 fanti e 4000 cavalieri, affidandoli a Galeotto I Malatesta.

## La dinamica
Questa la dinamica nella cronaca del fiorentino di Filippo Villani. Il 28 luglio le armate fiorentine sotto il comando di Galeotto I Malatesta si presentarono alle porte di Càscina a poche miglia da Pisa. La strada era libera ma la temperatura insopportabile. Le armature dei guerrieri erano un supplizio sotto il sole cocente e molti se ne liberarono per bagnarsi nell'Arno.
Il Capitano, anziano e convalescente dalle febbri terzane, si abbandonò ad un riposo pomeridiano, al campo fiorentino vegliavano Manno Donati e l'amico Bonifacio Lupi, marchese di Soragna. Il timore dell'avvicinarsi dell'Acuto, fece dare loro l'allarme al campo, finché il Malatesta, per continuare indisturbato il proprio riposo, delegò i due compagni ad organizzare le eventuali difese. Così Manno e Bonifacio fecero preparare sulla strada maestra che va a Pisa, in vista della Badia di San Savino, un gruppo di armati fiorentini ed aretini, fiancheggiati dai 400 balestrieri genovesi di Ricceri Grimaldi. Le spie pisane riferirono la situazione al proprio esercito guidato da Giovanni Acuto, il quale assaggiò le forze fiorentine con tre scaramucce per valutarne la direzione d'attacco.
L'Acuto attese però che il sole girasse a suo favore per abbagliare i nemici e che si alzasse il vento dal mare per portare la polvere della battaglia in faccia ai fiorentini. Ma commise due errori che gli costarono la sconfitta: la distanza della strada tra i due eserciti era più lunga di quanto calcolato e l'afa opprimente rese le armature delle fornaci addosso ai suoi combattenti che, quasi tutti di origine inglese e tedesca, non erano abituati a combattere a quelle temperature estive.

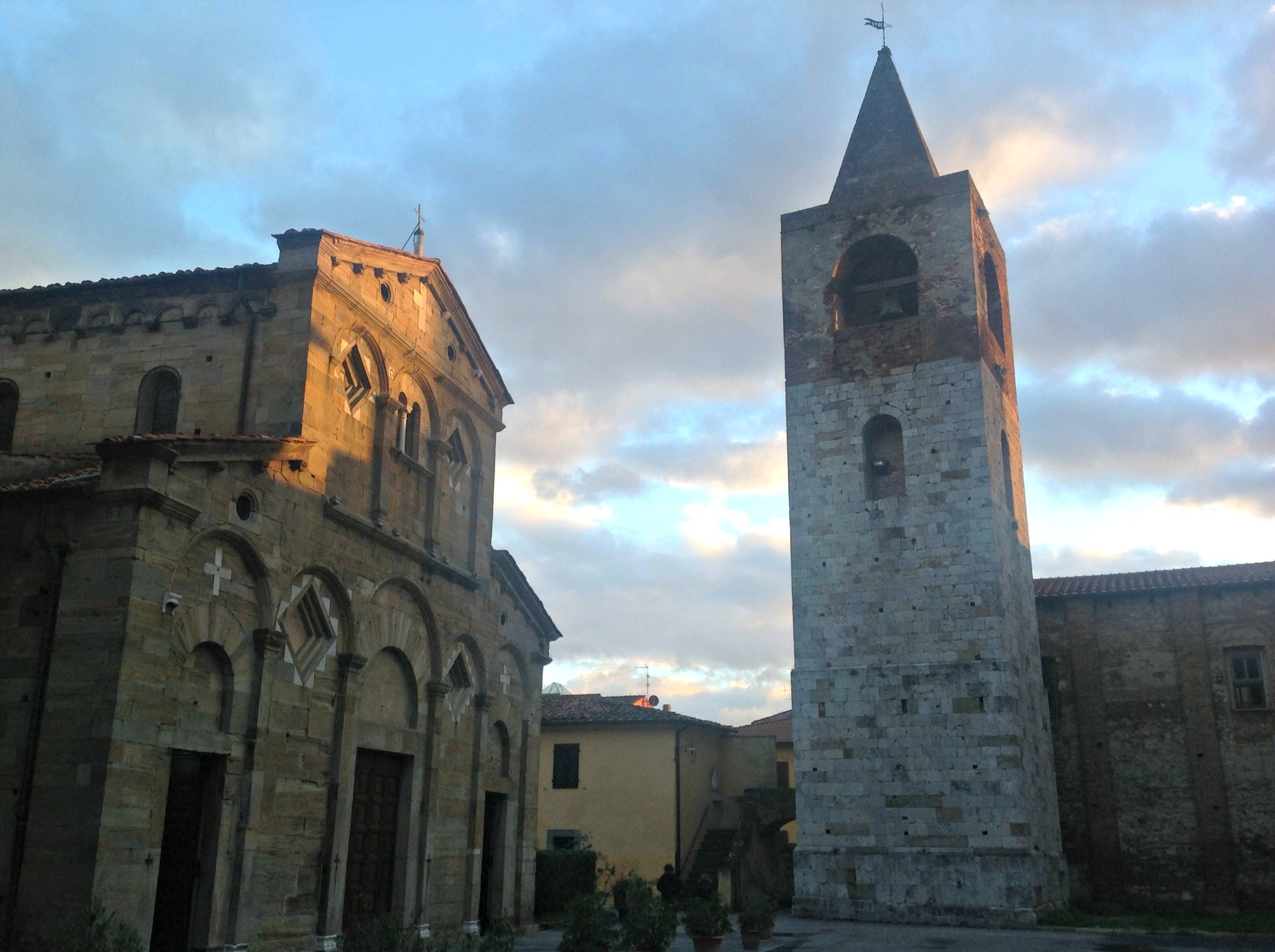
Cascina. All'interno del borgo: pieve di San Giovanni e Santa Maria Assunta dell’XI-XII sec.

Al momento dell'attacco l'esercito pisano aveva la prima fila d'urto composta da cavalieri inglesi, seguita dalla fanteria pisana e poi dal comandante con il grosso della cavalleria, momentaneamente appiedata. Il rapido assalto portò gli inglesi nel campo fiorentino senza che fosse stato possibile organizzarne la difesa. Tuttavia i Fiorentini contennero l'urto degli assalitori e, mentre la massa dei difensori opponeva resistenza, Manno Donati e i suoi compagni uscirono dal campo e affrontarono i Pisani sul fianco destro.
La cavalleria tedesca dei fiorentini, guidata da Arrigo da Monforte, rallentò l'assalto e sfondò le linee pisane fino alle retrovie ed ai vettovagliamenti. Sull'altro lato, i balestrieri genovesi (alleati ai fiorentini), appostati tra le rovine dei casolari e le asperità del terreno, bersagliarono i Pisani. L'Acuto comprese che la sorpresa dell'attacco era fallita e, per non rischiare di subire perdite alla sua compagnia, fece ritirare il grosso dei suoi Inglesi fino sotto le mura di San Savino. La massa dei pedoni pisani rimasti indietro fu così, abbandonata a se stessa, divenendo oggetto del violento contrattacco dei Fiorentini. Tutta la campagna circostante fu teatro di una caccia spietata ai fanti pisani, ormai fuggiaschi e inermi. La strada per Pisa era sgombra: la città a portata di mano. Ma il Malatesta non era preparato ad una vittoria così schiacciante e, nonostante da più parti gli si chiedesse di proseguire per la conquista di Pisa, egli preferì fermarsi. Fece riunire le truppe e radunare i numerosi prigionieri, mentre gli Inglesi si rifugiarono nell'abbazia di San Savino, in direzione di Pisa. L'esercito fiorentino colse una netta vittoria, provocando gravi perdite nello schieramento pisano, grazie alla buona flessibilità e all'accorta disposizione tattica per la quale si misero in mostra in particolare Riccieri Grimaldi e i suoi 400 balestrieri, oltre agli uomini di Manno Donati, Bonifacio Lupi e dello stesso Enrico di Monforte, secondo comandante di Galeotto Malatesta. La vittoria comportò la morte di un migliaio di soldati pisani e la cattura di altri 2000 combattenti, dove molti morirono per le ferite successivamente.
Il giorno dopo si cercarono i morti ed i feriti dispersi nella campagna: si trovavano ovunque, nei fossati, nelle vigne, tra i campi, molti corpi galleggiavano nell'Arno sospinti dalla corrente verso Pisa. Secondo la cronaca la battaglia provocò oltre 1000 morti e 2000 prigionieri: quelli stranieri subito rilasciati, ma quelli pisani condotti in catene a Firenze.

## Càscina e la battaglia
Secondo gli storici, l'esercito fiorentino si accampò nella notte tra il 27 ed il 28 luglio “intorno a Càscina”, antico borgo fortificato e l'unica “terra murata” importante in un raggio di molti chilometri.

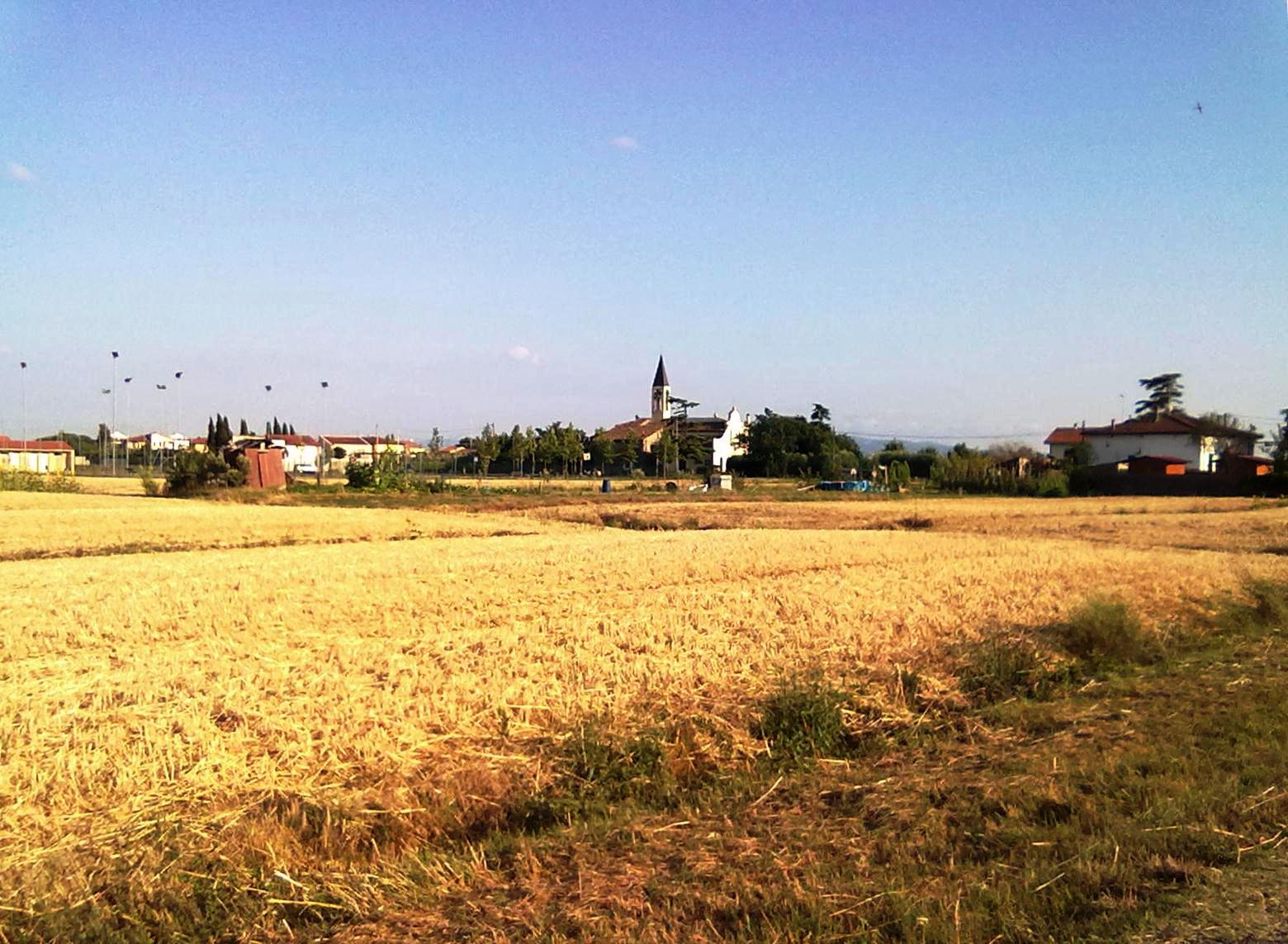
Veduta di Gello, il probabile luogo di sosta dell'esercito fiorentino.

Nel corso del Medioevo, Càscina acquistò rilevanza soprattutto come centro agricolo e commerciale, data la sua posizione lungo la principale arteria di collegamento tra Firenze e il porto di Pisa e fu spesso luogo di battaglie negli scontri tra queste due città, come quello avvenuto appunto il 28 luglio del 1364. Non si conosce il luogo esatto della battaglia. Emanuele Repetti, all'inizio dell'Ottocento, ha identificato al toponimo alla voce “Gello di Lavajano” il luogo “ove fecero il campo” i Fiorentini comandati da Galeotto Malatesta.
Secondo Salvagnini, però si tratta di una voce popolare piuttosto che di una affermazione basata su documenti storici.
Infatti, se è vero che l'Arno (in cui si narra che i soldati fiorentini fecero un bagno) dista attualmente ben due chilometri da Gello, è anche vero che allora il fiume non aveva un percorso regolare e distava ancora maggiormente, allargandosi in più bracci secondari di cui uno tuttavia avrebbe ben potuto giungere fin sotto l'accampamento fiorentino. Nonostante queste osservazioni il Salvagnini avvalora l'ipotesi del Repetti, notando come la località sia stata scelta spesso dall'esercito fiorentino in diverse circostanze, anche perché tra Gello e Fornacette scorreva il fosso Rinonico che era stato fortificato dai Pisani con steccati e faceva da “limite” all'area pisana.

## L'affresco mancato
Il gonfaloniere di Firenze Pier Soderini commissionò a Michelangelo Buonarroti  un affresco celebrativo sulla battaglia di Cascina da collocare nella sala del Maggior Consiglio (o Salone dei Cinquecento) di Palazzo Vecchio, contemporaneamente a Leonardo da Vinci  fu commissionato un altro dipinto per la parete opposta, per celebrare la parimenti vittoriosa battaglia di Anghiari.
Tanto il primo quanto il secondo dipinto tuttavia oggi non esistono più: quello michelangiolesco perché mai portato in esecuzione e rimasto allo stadio di cartone preparatorio, quello leonardesco perché si rovinò immediatamente e irrimediabilmente subito dopo essere stato completato con una tecnica innovativa, ma del tutto inadatta.
Michelangelo preparò i cartoni della battaglia di Cascina in una stanza dell'ospedale dei Tintori di Sant'Onofrio dietro corresponsione di un salario mensile. Il soggetto era appunto la battaglia del 1364 e più precisamente il momento i cui i soldati fiorentini, intenti a fare il bagno nel fiume Arno, udirono la tromba che li avvertiva dell'imminente attacco pisano. Su queste scene il Buonarroti disegnò una moltitudine di corpi nudi in movimento che fu molto apprezzata da chi poté ammirare il cartone.
Purtroppo anche questo cartone è andato perduto, così come quello di Leonardo per la battaglia di Anghiari di cui però restano alcune copie.

## Rievocazione de "La Battaglia di Cascina - A.D. 1364" (2004-2019) (2025-)
Da Luglio 2004 a Luglio 2019 si è svolta annualmente una due giorni per rievocare la Famosa battaglia di Càscina del 1364 tra Pisani e Fiorentini, riportando così il borgo di Càscina al tempo del 1364, vivendo durante l'iniziativa il passato che fu, e consentendo anche ai visitatori di immergersi nell'atmosfera della battaglia.
Ogni anno il centro storico di Càscina si è popolato di artigiani, mercanti, armati, giullari, cavalieri, dame e contadini, tutti collocati in uno scenario storico di suggestive ambientazioni, musiche, cibi e bevande del tempo. Fu ricostruito anche il campo dove alloggiavano i cavalieri con i loro scudieri. Durante la due giorni si sono svolti tornei di tiro con l'arco, duelli di scherma medievale, sfilate, evoluzioni di bandiere ed uno spettacolo interattivo.
A partire dal 5 e 6 Luglio 2025 l'evento sarà poi riproposto annualmente con le stesse identiche modalità.